# Drepanulatrix bifilata
Drepanulatrix bifilata là một loài bướm đêm trong họ Geometridae.